# Tamara Tatham
Tamara Tatham, née le 19 août 1985 à Brampton en Ontario, est une joueuse canadienne de basket-ball. Elle évolue au poste d'ailière forte. Elle devient entraîneuse.

## Biographie
Durant l'été 2015, elle signe pour le champion d'Australie Townsville Fire après deux saisons avec le club slovaque Piestanske Cajky (16,3 points et 5,6 rebonds en 2014-2015 et une qualification en finales du championnat). Elle n'y demeure jusqu'en décembre 2015 pour 14 rencontres avec 11,4 points, 4,4 rebonds et 2,2 passes décisives. Durant l'été 2016, elle s'engage pour le club russe de Dynamo Novossibirsk. Ses statistiques en Eurocoupe sont de 15,8 points, 6,7 rebonds et 2,2 passes en six matchs.
En mai 2017, elle signe avec l'USO Mondeville où elle succède à une autre canadienne Michelle Plouffe et où retrouve une autre compatriote Kim Gaucher, mais elle annule cet engagement pour devenir 
entraîneuse assistante des Varsity Blues de Toronto.

## Équipe nationale
Le Canada dispute et remporte les Jeux panaméricains de 2015 organisés à Toronto avec 5 victoires pour aucun revers, puis remporte également l'or au Championnat des Amériques en août 2015 en disposant de Cuba en finale et elle-même étant élue dans le meilleur cinq de la compétition, ce qui qualifie directement l'équipe pour les Jeux olympiques de Rio.
Si sa sœur Alisha Tatham a pris sa retraite internationale après les Jeux de Londres, Tamara Tatham reste membre de l'équipe qui dispute le tournoi olympique de Rio.

## Entraîneuse
Après avoir dirigé les Varsity Blues en 2017-2018, elle rejoint l'équipe de G-League des Raptors 905 comme assistante en 2018.

## Palmarès
- 3e du championnat des Amériques 2009, 2011
- 1re du championnat des Amériques 2015[6]
- 1re des Jeux panaméricains de 2015[5]
- Coupe de Finlande 2007 et 2008
- Finaliste du championnat de République tchèque 2015